# Groșii Țibleșului
Groșii Țibleșului è un comune della Romania di 2 146 abitanti, ubicato nel distretto di Maramureș, nella regione storica della Transilvania.